# Saíd Jalilí
Saíd Karimulá Jalilí –en ruso, Саид Каримулла Халили– (Sérguiyev Posad, 2 de septiembre de 1998) es un deportista ruso que compite en biatlón.
Participó en los Juegos Olímpicos de Pekín 2022, obteniendo una medalla de bronce en la prueba de relevo.
Ganó una medalla de bronce en el Campeonato Mundial de Biatlón de 2021 y dos medallas de plata en el Campeonato Europeo de Biatlón, en los años 2020 y 2021.

## Palmarés internacional
| Juegos Olímpicos   | Juegos Olímpicos             | Juegos Olímpicos  | Juegos Olímpicos |
| Año                | Lugar                        | Medalla           | Prueba           |
| ------------------ | ---------------------------- | ----------------- | ---------------- |
| 2022               | Pekín (China)                | Medalla de bronce | Relevo           |
| Campeonato Mundial |                              |                   |                  |
| Año                | Lugar                        | Medalla           | Prueba           |
| 2021               | Pokljuka (Eslovenia)         | Medalla de bronce | Relevo           |
| Campeonato Europeo |                              |                   |                  |
| Año                | Lugar                        | Medalla           | Prueba           |
| 2020               | Minsk-Raubichi (Bielorrusia) | Medalla de plata  | Relevo mixto     |
| 2021               | Duszniki-Zdrój (Polonia)     | Medalla de plata  | Velocidad        |